# Megatylopus
Megatylopus — вимерлий рід великих верблюдів, ендемічний для Північної Америки з пізнього міоцену до пліоцену, який існував приблизно 7,4 мільйона років. Поширення скам'янілостей коливалося від Північної Кароліни до Каліфорнії. Його висота становила близько 4,2 метра.